# Bni Nsar
Il Bni Nsar è stato un traghetto, appartenuto alla compagnia di navigazione marocchina Comanav.

## Servizio
Costruita nel 1972 in Giappone con il nome di Ferry Akashi, fu utilizzata insieme alla gemella Ferry Nagato per collegare Kōbe e Kokura fino al 1991, quando fu venduta alla compagnia di navigazione greca Marlines. Posta in disarmo ad Eleusi, la nave fu sottoposta ad importanti interventi di ristrutturazione, che ne aumentarono la capacità di trasporto di passeggeri. La prua e la poppa furono fortemente rimodellate, aumentando la lunghezza di circa dieci metri. Cambiatole il nome in Dame M, la Marlines la inserì nel 1994 sulla Ancona - Igoumenitsa - Corfù - Patrasso, dove rimase anche l'anno successivo.
A partire dal 1996 nel periodo estivo la Dame M fu noleggiata alla CoTuNav, venendo impiegata da Marlines solo nel periodo invernale. A dicembre 1999 la nave fu ceduta alla Salamis Lines, prendendo il nome di Salamis Star e venendo immessa su un collegamento tra il Pireo, Cipro e Israele. A partire dal 2002 fu stabilmente noleggiata alla marocchina Co.Ma.Nav, che la impiegò su collegamenti da Tangeri a Sète o Genova. Nel 2005 il traghetto fu rinominato Marrakech Express e nel gennaio 2008 passò definitivamente sotto la proprietà della compagnia di navigazione marocchina.
Il 21 maggio 2006, durante un viaggio tra Tangeri e Sète, nella sala macchine del traghetto si sviluppò un incendio, che fu domato in quattro ore; la nave riuscì comunque ad approdare a Siviglia.
Nel maggio 2010 fu rinominata Bni Nsar, continuando ad essere impiegata su collegamenti tra il Marocco e la Francia o l'Italia. Nel luglio 2010, mentre era impegnata in collegamenti tra Sète e Nador, la nave ebbe dei problemi meccanici che provocarono in due occasioni un ritardo di quasi dodici ore e diverse proteste da parte dei passeggeri. Nel dicembre 2011 la nave fu posta sotto sequestro a Sète in seguito alle difficoltà economiche della compagnia di navigazione. Nel giugno 2014 la nave fu acquistata da una società greca per 380 000 Euro, con l'intento di essere convertita in hotel galleggiante in Albania. La nave partì al rimorchio il giorno successivo, col nome troncato in Sar, venendo però portata nei cantieri di demolizione turchi di Aliağa.

## Navi gemelle
- Grace M